# Willem Hendrik Dingeldein

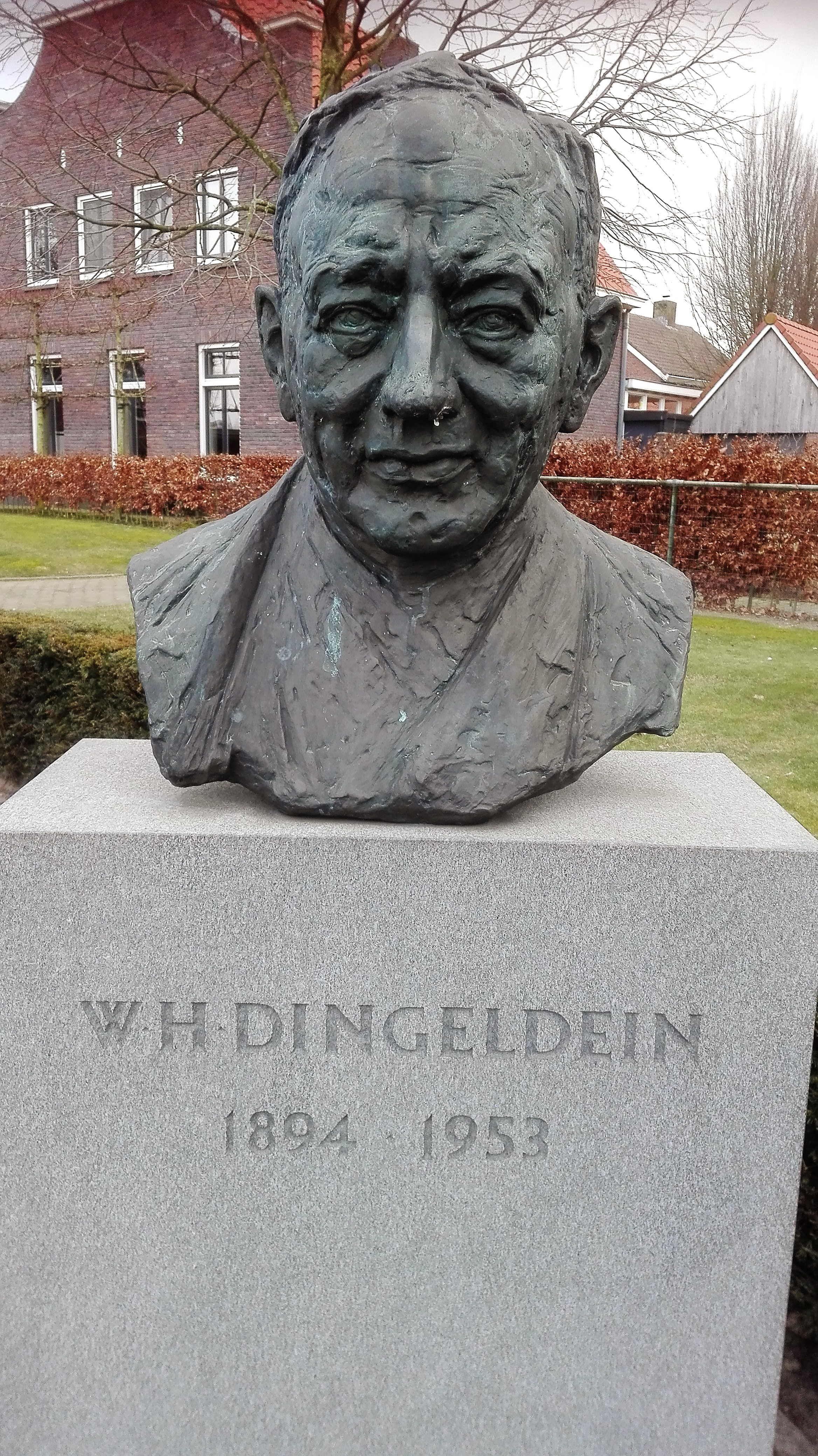
Porträtbüste des Willem Hendrik Dingeldein als Teil einer ihm zu Ehren errichteten Denkmalanlage in Denekamp

Willem Hendrik Dingeldein, abgekürzter Vorname als Autor häufig W. H., Rufname Willem, (* 18. August 1894 in Denekamp; † 8. Januar 1953 in Oldenzaal) war ein niederländischer Regionalhistoriker, Volkskultur- und Sprachforscher.

## Leben

### Familie
Willem Dingeldein war der Sohn des Küfers Jan Adolf Dingeldein (1861–1939), dessen Urgroßvater Johann Justus Dingeldein (1767–1828) aus Reichelsheim (Odenwald) nach Twente eingewandert war, und der Derkje Arnolda geborene Poppink aus Winterswijk im Gelderland. Er war unverheiratet.

### Berufliches und publizistisches Wirken
Nach seiner Ausbildung zum Schullehrer wurde Dingeldein an der einzigen staatlichen Schule seiner Heimatgemeinde Lehrer und 1923 Leiter der Schule. Er begann in dieser Zeit mit der systematischen Sammlung, Interpretation und Publikation von Daten zur Regionalhistorie, Natur- und Volkskunde sowie zum Dialekt seiner Herkunfts- und Lebensregion Twente bzw. Overijssel, die ihn weithin auch im wissenschaftlichen Umfeld bekannt machten. Als persönlichen Lehrmeister empfand er den im benachbarten deutschen Burgsteinfurt ansässigen Professor und Archivar des Fürstenhauses zu Bentheim-Steinfurt Karl Georg Döhmann. Im Jahr 1945 legte er sein Lehramt nieder, um sich allein seinem sammlerischen und publizistischen Werk widmen zu können.
Dingeldein hat zu seinen Lebzeiten weit über 100 Aufsätze veröffentlicht, die sowohl in populärwissenschaftlichen wie in renommierten Fachzeitschriften, Jahrbüchern und Sammelwerken erschienen sind, dazu eine ganze Reihe von Monographien und Sachbücher (s. u. Schriften); sie fanden als zuverlässiges Quellenmaterial positive Aufnahme und werden auch heute noch vielfach zitiert und neu aufgelegt. Auch für das Münsterland und das Oldenburger Land im benachbarten Deutschland sind sie wegen der dokumentierten, eng verwandten volkskulturellen Sachverhalte von Bedeutung.
Nach dem frühen Tod Willem Hendrik Dingeldeins wurden aus seinem Nachlass weitere Schriften veröffentlicht und zahlreiche gesammelte Objekte in Museen und Archive verbracht. Seine sprachwissenschaftlichen Sammlungen bilden den Grundstock zum Dialektwörterbuch von Twente. Von bleibendem dokumentarischem Wert sind seine umfangreichen fotografischen Dokumentationen.

### Tagebuch
Willem Dingeldein hat über viele Jahre ein ausführliches Tagebuch geführt. 1943 ist er von der deutschen Besatzungsmacht als Geisel sechs Wochen im KZ Herzogenbusch (Kamp Vught) eingesperrt worden; seine Tagebuchaufzeichnungen aus der Besatzungszeit sind eine Quelle für historische Studien auf beiden Seiten der niederländisch-deutschen Grenze.

## Ehrungen
- Er war Ritter des Ordens von Oranien-Nassau.
- In seiner Heimatregion ist er unter dem Ehrentitel Meester (= 'Meister') Dingeldein bekannt.
- Nach ihm wurde die Meester Dingeldeinstraat in Denekamp und die Dingeldeinstraat im benachbarten Losser benannt.
- Sein Geburts- und Wohnort Denekamp hat ihm zu Ehren in der Nähe seines Wohnhauses ein Denkmal mit Portraitbüste errichtet. (s. auch Abbildungen)

## Schriften (in Auswahl)
- Gids voor Denekamp en omstreken. Denekamp 1923
- Het "Losse Hoes" Groot Bavel. Uit de geschiedenis van een Twentsch erf. Enschede, Haarlem 1947
- Het land van de Dinkel. De schoonheid van Noordoost-Twente. Meppel 1948 (2. Aufl.)
- Singraven: beelden uit verleden en heden van een Twentsche havezate. Enschede 1948
- Acht eeuwen Stift Weerselo. Enschede 1951